# Chris Candido
Chris Candido (21. marts 1972 – 28. april 2005) var en amerikansk fribryder, der opnåede størst succes som wrestler for ECW op igennem 1990'erne. 

## Biografi

### De tidlige år
Chris Candido wrestlede i begyndelsen for mange små forbund, såsom Smokey Mountain Wrestling og Eastern Championship Wrestling (senere ECW). Han kom altid til ringen med sin kæreste og manager, Tammy Lynn Sytch. 

### World Wrestling Federation
Chris Candido debuterede i WWF som Skip sammen med Tammy der blev kendt som Sunny. Duoen gik under navnet Bodydonnas og fungerede som fitness guruer, hvilket de hurtigt blev hadet for. Det mest mindeværdige under denne periode, var da Skip tabte til Barry Horowitz ved WWF Summerslam i 1995. Barry Horowitz havde indtil da været kendt som en mand der altid tabte sine kampe. I 1996 fik de et nyt medlem med sig, nemlig Zip. Holdet vandt WWF Tag Team titlerne en enkelt gang, men mistede dem igen til The Godwinns. 

### Extreme Championship Wrestling
Candido dukkede op i ECW, igen under sit rigtige navn. Her fortalte han fans, at han ikke behøvede noget gimmick. Candido dannede ofte par med Lance Storm i tag team kampe, men senere indledte de en fejde. Chris Candido debuterede også sin sindssyge Powerbomb fra toprebet på dette tidspunkt, som han døbte The Blonde Bombshell (en bemærkning henvendt mod hans kæreste, Sunny). Sunny tilsluttede sig Candido i 1998, da hun blev fyret fra WWF. Chris Candido tilsluttede sig Shane Douglas og Bam Bam Bigelow i ECW, og dannede The Triple Threat. 

### Xtreme Pro Wrestling
Candido forlod ECW, og tilsluttede sig XPW i en meget kort periode. Han udfordrede deres mester, Damien Steele, om XPW titlen et par gange, før han fik et jobtilbud af World Championship Wrestling.

### World Championship Wrestling
Chris Candido dukkede op i WCW lige før Vince Russo og Eric Bischoff overtog firmaet. Han meldte straks klar til hele rosteren, at han gik efter Cruiserweight titlen, og at han nu ville kaldes Hard Knox. Chris Candido blev medlem af New Blood og vandt straks Cruiserweight titlen ved WCW Spring Stampede 2000. Han forsvarede titlen flere gange mod The Artist, før han mistede titlen til Shannon Spruill. Herefter gendannede Candido kort The Triple Threat med Shane Douglas og Bam Bam Bigelow. Det var også i denne periode at Candido havde en mindeværdig hardcore kamp mod sit idol, Terry Funk, der endte flere kilometer fra arenaen ude i en stald, hvor Candido blev sparket af en hest. Candido blev kort efter fyret, da en kanyle blev fundet i en skraldespand på hans hotelværelse.

### De hårde tider
Candido og Tammy kom begge ind i et hårdt stofmisbrug i flere år, mens Candido fortsatte med wrestling i små forbund. Begge kom forfærdeligt meget ud af form, og Candido var tæt på at dø. Candido kom dog ud af misbruget, og en ny start i hans liv så ud til at være på horisonten.

### Total Nonstop Action
Da Candido havde fået styr på sit liv igen, fik han en kontrakt med TNA i slutningen af 2004. Candido virkede bedre end nogensinde før, og havde fået gejsten tilbage. Han blev træner til The Naturals. Men ved TNA Lockdown blev det begyndelsen på enden for Candido. I en kamp mod Sonny Siaki brækkede han benet. Candido blev hurtigt kørt på hospitalet, og alt virkede til at være i den bedste orden. D. 28. april 2005, tre dage efter hans kamp, døde Candido af en blodprop i benet. Dagen efter blev en optagelse fra to dage tidligere vist på TV, hvor Candido i en kørestol hjalp Naturals til at vinde Tag Team titlerne. Candidos død anses som en af de mest tragiske nogensinde, da Candido endelig havde fået styr på sit liv, og ville give wrestling endnu et skud. TNA indførte i 2006 et Chris Candido Memorial Cup om Tag Team titlerne, hvor en erfaren wrestler og en ny wrestler skulle danne hold, eftersom Candido var kendt for at hjælpe unge wrestlere mod toppen.